# 伊塔瓜廷斯
伊塔瓜廷斯是巴西托坎廷斯州的一个市镇。总面积739.846平方公里，总人口6074人，人口密度8.2人/平方公里。